# 7 (álbum de Seal)
7 é o nono álbum de estúdio do cantor  e compositor de soul e R&B britânico Seal. O projeto foi lançado em 6 de novembro de 2015 pela Warner Bros., e é o primeiro álbum de inéditas do cantor desde 2010.

## Lista de faixas
| N.º            | Título                    | Compositor(es)                                | Duração |  |
| 1.             | "Daylight Saving"         | Trevor Horn Stephan Moccio Olusegun Samuel    | 4:50    |  |
| 2.             | "Every Time I'm With You" | Simon Bloor Horn Samuel                       | 4:31    |  |
| 3.             | "Life on the Dancefloor"  | Jamie Odell Samuel                            | 5:14    |  |
| 4.             | "Padded Cell"             | Bloor Louis Cole Aaron Horn Horn Samuel       | 4:08    |  |
| 5.             | "Do You Ever"             | Horn Justin Parker Samuel                     | 4:36    |  |
| 6.             | "The Big Love Has Died"   | Bloor Horn Samuel                             | 4:30    |  |
| 7.             | "Redzone Killer"          | Bloor A. Horn Horn Samuel                     | 4:24    |  |
| 8.             | "Monascow"                | Joel Compass Horn Seal                        | 4:10    |  |
| 9.             | "Half a Heart"            | Philip Bentley Jeffery David Echosmith Samuel | 3:54    |  |
| 10.            | "Let Yourself"            | Samuel                                        | 4:26    |  |
| 11.            | "Love"                    | David Samuel                                  | 4:35    |  |
| Duração total: | Duração total:            | Duração total:                                | 49:18   |  |

| Versão da Target (faixas bônus) |                     |         |  |
| N.º                             | Título              | Duração |  |
| 12.                             | "We Found Love"     | 4:24    |  |
| 13.                             | "Whatever You Need" | 4:34    |  |

## Paradas
| Parada (2015/16)            | Melhor posição |
| --------------------------- | -------------- |
| Austrália (ARIA)            | 64             |
| Bélgica (Ultratop Flanders) | 23             |
| Bélgica (Ultratop Valônia)  | 13             |
| Canadá (Billboard)          | 21             |
| França (SNEP)               | 18             |
| Espanha (PROMUSICAE)        | 40             |
| Estados Unidos (Billboard)  | 45             |
| Holanda (MegaCharts)        | 7              |
| Hungria (MAHASZ)            | 2              |
| Itália (FIMI)               | 45             |
| Reino Unido (OCC)           | 13             |
| Suíça (Schweizer Hitparade) | 9              |